# Coelogyne eberhardtii
Coelogyne eberhardtii é uma espécie de orquídea epífita, família Orchidaceae, originária do Vietnam.